# Óriás-sarlósfecske
Az óriás-sarlósfecske (Hydrochous gigas) a madarak osztályának a sarlósfecske-alakúak (Apodiformes) rendjébe és a sarlósfecskefélék (Apodidae) családjába tartozó Hydrochous nem egyetlen faja.

## Rendszerezése
A fajt Ernst Hartert és Butler írták le 1901-ben, a Collocalia nembe Collocalia gigas néven.

## Előfordulása
Délkelet-Ázsiában, Indonézia és Malajzia területén honos. Természetes élőhelyei szubtrópusi és trópusi hegyi esőerdők, folyók és patakok környékén. Állandó, nem vonuló faj.

## Megjelenése
Testhossza 16 centiméter, testtömege 35–39 gramm.

## Életmódja
Főleg repülő rovarokkal táplálkozik.

## Természetvédelmi helyzete
Az elterjedési területe még nagy, de az erdőirtások miatt gyorsan csökken, egyedszáma is csökken. A Természetvédelmi Világszövetség Vörös listáján mérsékelten fenyegetett fajként szerepel.

## Külső hivatkozások
- Képek az interneten a fajról
- Xeno-canto.org - a faj hangja és elterjedési területe